# AKR1C1
Альдокеторедуктаза 1-го семейства, член C1 (англ. aldo-keto reductase family 1, member C1, AKR1C1) — фермент метаболизма стероидов, продукт гена человека AKR1C3.

## Функции
AKR1C1 принадлежит к надсемейству альдокеторедуктаз, в которое входит более 40 ферментов и белков. Ферменты этого надсемейства катализируют преобразование альдегидов и кетонов в соответствующие спирты в реакции восстановления. Ко-фактором ферментов служат NADH или NADPH. 
AKR1C1 катализирует восстановление прогестерона в его неактивную форму 20α-гидроксипрогестерон. Ген локализуется в кластере с двумя другими генами этого семейства AKR1C2 и AKR1C3 на 10-й хромосоме.